# Crenicichla vittata
Crenicichla vittata es una especie de peces de la familia Cichlidae en el orden de los Perciformes.

## Morfología
Los machos pueden llegar alcanzar los 26 cm de longitud total.

## Distribución geográfica
Se encuentran en Sudamérica: cuencas de los ríos Paraná (Brasil, Paraguay y Argentina) y Uruguay (Brasil, Argentina, Uruguay).